# آرتروسکپی
آرتروسکپی (به انگلیسی: Arthroscopy) یا درون‌بینی مفصل روش جراحی محدودی است که بر روی مفاصل اندام‌های حرکتی انجام می‌شود. در این روش بکمک آندوسکپ، اقدامات تشخیصی و درمانی در داخل مفصل میسر می‌گردد. اکنون جراحی-آرتروسکپی در بسیاری از جراحی‌های مفاصل، جایگزین روش‌های متداول و قدیمی شده‌است.
برای اولین بار در سال ۱۹۱۲ میلادی جراح دانمارکی Severin Nordentoft این عمل جراحی را بر روی زانوی بیمار انجام داده است. اما جراح سوئیسی Eugen Bircher اولین شخصی بود که به‌طور علمی و در سطح وسیع‌تری از این روش استفاده کرده‌است.

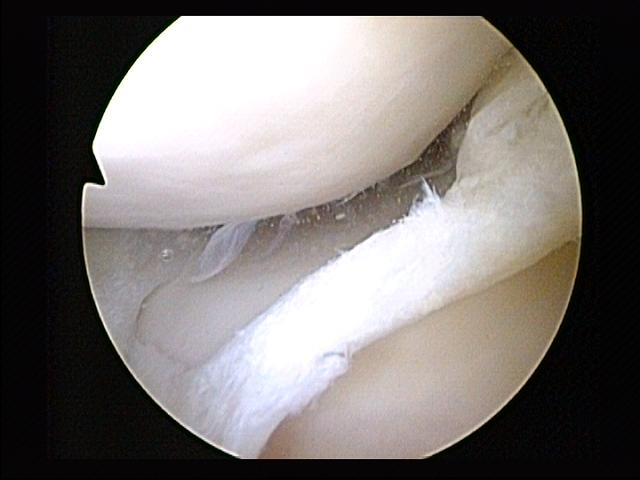
پارگی منیسک داخلی زانو

از آرتروسکپی به‌طور وسیعی در جراحی ترمیم رباط‌های زانو بخصوص رباط صلیبی قدامی و منیسک زانو استفاده می‌شود، همچنین برای تشخیص و درمان بسیار از بیماری‌های مفصلی در زانو، شانه، آرنج، مفصل ران، مچ دست و مچ پا کاربرد دارد.